# (8939) Onodajunjiro
(8939) Onodajunjiro  es un asteroide perteneciente al cinturón de asteroides, descubierto el 29 de enero de 1997 por Takao Kobayashi desde el Observatorio de Ōizumi, en Japón.

## Designación y nombre
Onodajunjiro se designó inicialmente como 1997 BU1.
Más adelante, en 2003 fue nombrado por  Junjiro Onoda (nacido en 1946) quien es director del programa de lanzamiento de satélites de la serie Mu del Instituto de Ciencias Espaciales y Astronáuticas. También dirigió el desarrollo mecánico y estructural de muchos satélites científicos japoneses.

## Características orbitales
Onodajunjiro orbita a una distancia media del Sol de 2,919 ua, pudiendo acercarse hasta 2,691 ua y alejarse hasta 3,148 ua. Tiene una excentricidad de 0,078 y una inclinación orbital de 1,760° grados. Emplea en completar una órbita alrededor del Sol 1822,00 días.
Los próximos acercamientos a la órbita de Júpiter ocurrirán el 27 de octubre de 2104 y el 19 de agosto de 2199.
Pertenece a la familia de asteroides de (158) Koronis.

## Características físicas
Su magnitud absoluta es 13,65. Tiene 6,284 km de diámetro. Su albedo se estima en 0,214.